# Big Day in a Small Town
Big Day in a Small Town è il secondo album in studio della cantautrice di musica country statunitense Brandy Clark, pubblicato nel 2016.
Resta in Canada per tre mesi e poi scompare intorno al 2018.

## Tracce
1. Soap Opera – 3:25 (Brandy Clark, Bryan Simpson)
2. Girl Next Door – 4:33 (Clark, Jessie Jo Dillon, Shane McAnally)
3. Homecoming Queen – 3:07 (Clark, Luke Laird, McAnally)
4. Broke – 3:39 (Clark, McAnally, Josh Osborne)
5. You Can Come Over – 3:53 (Clark, Dillon, Mark Narmore)
6. Love Can Go to Hell – 3:58 (Clark, Scott Stepakoff)
7. Big Day in a Small Town – 3:43 (Clark, McAnally, Mark D. Sanders)
8. Three Kids No Husband – 3:14 (Clark, Lori McKenna)
9. Daughter – 3:19 (Clark, Dillon, Jeremy Spillman)
10. Drinkin', Smokin', Cheatin' – 2:57 (Clark)
11. Since You've Gone to Heaven – 4:32 (Clark, McAnally)